# Alcalde Díaz
Alcalde Díaz – miasto w Panamie, w którym rozwinął się głównie przemysł spożywczy i chemiczny.